# Nakladatelství Alfa
ALFA NAKLADATELSTVÍ, s. r. o. je české nakladatelství odborné literatury a beletrie.

## Historie
Založil jej v roce 2004 (pod původním názvem Alfa Publishing) Patrik Janda, prasynovec prvorepublikového nakladatele Bohumila Jandy.
Do roku 2013 v nakladatelství vyšlo souhrnně přes 200 knih a 150 skript.

## Produkce
Odborná produkce z oblastí ekonomie (edice Ekonomie Studium), managementu (edice Management Studium, Management Praxe), práva (edice Právo), politologie (edice Politologie), psychologie a informačních technologií (edice Informatika) vychází pod značkou Alfa. Divize nakladatelství Beta Books vydává beletrii (v edicích Próza, Kuchařky, Dětská literatura, Poezie).
Odborné publikace splňují podmínky na existenci vědecké redakce dle požadavků Rady pro výzkum, vývoj a inovace při Úřadě vlády ČR pro zařazení do databáze publikací RIV. Členy vědecké a ediční rady nakladatelství jsou: Jaroslav Jirásek, Miroslav Kutílek, Miroslav Hučka, Ján Košturiak, Jiří Vaníček, Jiřina Jílková, Josef Šíma, Milan Malý.
Vydává například publikace ekonomů, působících na Katedře managementu Fakulty podnikohospodářské VŠE v Praze.
V nakladatelství vyšly knihy českých autorů např. Jaroslav Jirásek, Petr Robejšek, Jiřina Jílková, Olga Nytrová, Milan Balabán, Zdeněk Vojtíšek, Jiří Plamínek, Milan Malý, Tomáš Krystlík, Petr Parma, Eduard Bakalář, Václav Cílek, David Gruber, Karel Šíp, Jan Karafiát, Bedřich Smetana, Karel Sabina, Božena Němcová. Mezi zahraniční autory patří Francis Fukuyama, David L. Dotlich, Steven D. Levitt, Henry Hazlitt, Don Fuller, John Adair, Ruchard A. Clark, David Chambarlain, Johan Norberg, Robert Higgs, Hans-Hermann Hoppe.

## Ocenění
Některé tituly získaly ocenění nebo byly na ocenění nominované:
- 2005: FROYDOVÁ, Marie. Kluci v akci. Praha: Nakladatelství Alfa, 2005. (nominace v kategorii Nebeletrie pro dospělé v soutěži Český bestseller)[17]

- 2005: KRATOCHVÍL, Ivan; CÍLEK, Václav. O řízení, přírodě a naději nabeton. Praha: Nakladatelství Alfa, 2005. (Kniha týdne v pořadu Knižní svět České televize)[18]